# 塔薩加拉溫泉 (加利福尼亞州)
塔薩加拉溫泉（英語：Tassajara Hot Springs）是位於美國加利福尼亞州蒙特雷縣的一個非建制地區。該地的面積和人口皆未知。

## 地理
塔薩加拉溫泉的座標為36°14′03″N 121°32′56″W / 36.23417°N 121.54889°W，而該地的平均海拔高度為499米（即1637英尺）。